# Atitlanfuut
De atitlanfuut (Podilymbus gigas) is een uitgestorven watervogel. De vogel werd in 1929 ontdekt in een collectie vogels uit Guatemala en door de Amerikaanse ornitholoog Ludlow Griscom beschreven. Het laatste exemplaar werd in 1989 waargenomen. 

## Uiterlijke kenmerken
De vogel was 42 tot 52 centimeter lang en woog tussen de 500 en 800 gram. De vogel leek in broedkleed sterk op de dikbekfuut (Podilymbus podiceps), maar was veel groter. Het verenkleed was overwegend grijsbruin, contrasterend donkerder op de kruin, achter op de nek en verder donker van boven. De snavel was wit met een opvallende verticale zwarte band. De vogel had opvallend kleine vleugels en kon slecht of helemaal niet vliegen. Er was geen verschil tussen de geslachten. In de (zuidelijke) winter waren de vogels doffer, bleker en minder contrastrijk gekleurd en de snavel was dan ook doffer gekleurd.

## Verspreiding
Hij leefde in het Meer van Atitlán in Guatemala, verder kwam hij nergens voor. Dit meer is 130 km² groot en ligt op 1560 meter boven zeeniveau en kenmerkte zich door een rijke oeverbegroeiing met onder andere riet en cypergrassen.

## Status als uitgestorven diersoort
De atitlanfuut had een zeer beperkt verspreidingsgebied en stierf daardoor uit. De grootte van de populatie werd in 1960 geschat op honderd paar. De fuut leefde van krabbetjes en kleine visjes en dit voedsel werd schaars toen rond 1960 mensen de forelbaars  (Micropterus salmoides) uitzetten. Daardoor daalde het aantal futen. Daarna werden beschermingsmaatregelen genomen tegen het roven van eieren en werden waardevolle gedeelten van het meer tot natuurreservaat verklaard. Ook werd voorkomen dat het meer werd afgedamd voor bouw van een waterkrachtcentrale. In 1975 werden na een sterke daling in aantallen weer 232 vogels geteld.
De verstedelijking in het gebied ging echter door en in 1976 was er een aardbeving waardoor het waterpeil in het meer vijf meter lager kwam te staan. Daardoor verdween de oevervegetatie. In 1980 waren er nog 130 futen. Door politieke onrust in 1982 werd handhaving van de maatregelen ter bescherming van het meer onmogelijk. In 1983 waren er nog dertig exemplaren en rond 1986 werd de nauw verwante dikbekfuut op het meer waargenomen. Mogelijk was ook sprake van hybridiseren of soortconcurrentie met deze futensoort. Om al deze redenen werd de atitlanfuut in 1988 als bedreigd op de Rode Lijst van de IUCN gezet. Na 1989 zijn er geen bevestigde waarnemingen meer gedaan en sinds 1994 staat de soort als uitgestorven op de rode lijst.